# La Pagoda
La Pagoda (« La pagode ») était un bâtiment conçu par l'architecte espagnol Miguel Fisac à Madrid. Il était situé près de l'Avenida de América et servait de siège aux Laboratorios Jorba, une société pharmaceutique.
Le surnom du bâtiment, officiellement nommé Laboratorios Jorba, fait référence à la ressemblance de la structure visible avec une pagode, avec chaque étage tourné de 45 degrés par rapport à l'étage inférieur et relié à une surface réglée hyperboloïde.
Il a été démoli de manière controversée en 1999, bien qu'il soit reconnu comme l'une des icônes architecturales de la ville.